# Boris Varga
Boris Varga (Kirin Serbia: Борис Варга; sinh ngày 14 tháng 8 năm 1993) là một tiền vệ bóng đá người Serbia thi đấu cho OFK Bačka.